# Ambrogio I
Ambrogio (X secolo – Bergamo, maggio 973) è stato un vescovo italiano.

## Biografia
Ambrogio apparteneva a un'importante famiglia bergamasca, molte sono infatti le proprietà in terreni e abitazioni che possedeva sul territorio da rendere questo inconfutabile, a conferma il fatto che fosse nominato vescovo proprio della città orobica, mentre non è certo che fosse fratello di Gisalberto II.
Compì i suoi studi nel milanese come risulterebbe dalla corrispondenza che ebbe tra il 945 e il 950 con il vescovo Attone di Vercelli. Nelle lettere si deduce che Ambrogio aveva un'ottima conoscenza del latino e del greco, del diritto nonché una buona cultura letteraria, tanto che il vescovo di Vercelli, nella sua corrispondenza, si rivolgeva a lui con reverenza.
A conferma delle sue capacità nonché lealtà al re, vi è la sua nomina di cancelliere dal 2 dicembre 966 al 25 maggio 970 conferitagli da Ottone I quando questi volle allontanare dalla cancelleria italiana personaggi che erano ancora legati a Berengario tra questi il vescovo di Modena Guido, che aveva titolo di arcicancelliere. Di questo periodo rimangono alcune delle sue relazioni e due lettere datate 968 inviate ad Ambrogio dal vescovo di Verona Raterio Le due lettere erano indirizzate ad Ambrogio in qualità di cancelliere di Ottone, entrambe contenevano la richiesta di intercedere presso il re sassone sulla controversia con i suoi superiori che non ritenevano eque le ripartizioni dei beni e delle rendite della curia tra il clero, allegando anche il documento Qualitatis coniectura - relazione analitica dei fatti della questione dibattuta.
Ambrogio partecipò, sempre in qualità di cancelliere, nel 967 alla dieta di Ravenna, dove furono presi provvedimenti nei confronti dei prelati che vivevano in concubinato; all'incoronazione a Roma nel Natale del medesimo anno di Ottone II; alla dieta di Verona dove il re Ottone dichiarò l'Esarcato e Ravenna appartenenti al papa.
Si ritiene che sia stato consacrato vescovo di Bergamo dopo la morte di Olderico, che era indicato presente nel 970 dal monaco benedettino Sigebert di Gembloux nel suo Vita Deoderici episcopi Mettensis, forse quale giusto compenso alla fedeltà nei confronti del re sassone.

La sua attività di vescovo fu dedicata al miglioramento del territorio e dei suoi abitanti, sicuramente fu importante la concessione che ottenne dalla chiesa di Aquileia circa l'usufrutto dei beni che la chiesa aveva sul territorio orobico, beni che furono concessi con l'obbligo di ad meliorandum. Donò poi una fondazione comprendente proprietà di Bergamo, Aste e Albano, nel maggio del 973 per la scuola cattedrale di Bergamo, perché potesse proseguire la propria attività senza alcuna difficoltà economica.
Ambrogio si recò a Cortona per recuperare le reliquie di san Vincenzo a cui era intitolata la diocesi, ma non ebbe successo.